# Adrián Vicente Rodríguez
Adrián Vicente Rodríguez fue un ilusionista, nacido en Avilés en 1851. Y fallecido en Francia sobre el año 1934.
Emigró a Francia joven, donde conoció al relojero Jean Eugène Robert-Houdin, creador de una escuela de magia en París. Con él estudió técnicas de escapismo, magia, e ilusionismo. Volviendo a su tierra natal a su edad madura, realizando espectáculos por el Norte de España.
- Datos: Q5658605